# Ikke regulere mere
Ikke regulere mere eller Ikke... Regulere... Mere er det femte studiealbum fra den danske popsanger Tue West. Det blev udgivet den 7. november 2011.
Musikmagasinet GAFFA gav albummet tre ud af seks stjerner, mens og Lydtapet.net gav fire ud af seks stjerner.

## Spor
1. "Et Behov For At Regulere"
2. "Døden Skiller Os Ad"
3. "Uendelig Lang Tid"
4. "Vi Lægger Ingenting I Dage"
5. "Hun Er Så Ulykkelig For Hun Ka Ikk Få Børn"
6. "Ferðin Út"
7. "Hvis Nu Jeg Træffer Valget"
8. "Fjolset Der Indså Han Byggede Et Korthus I Stedet For Et Almindeligt Hus"
9. "Du Er Kommet For Langt Ud"